# Caissargues
Caissargues – miejscowość i gmina we Francji, w regionie Oksytania, w departamencie Gard.
Według danych na rok 1990 gminę zamieszkiwały 3292 osoby, a gęstość zaludnienia wynosiła 410 osób/km² (wśród 1545 gmin Langwedocji-Roussillon Caissargues plasuje się na 114. miejscu pod względem liczby ludności, natomiast pod względem powierzchni na miejscu 858.).